# 달빅 (소프트웨어)
달빅 가상 머신(영어: Dalvik virtual machine 댈빅 버추얼 머신[*])은 레지스터 머신 형태의 (register-based) 가상 머신이다. 댄 본스타인이 다른 구글 엔지니어들의 도움 하에 설계/구현하였다. 현재 안드로이드 (4.4.4이전)휴대 전화 플랫폼에 들어간다.
달빅 가상 머신은 적은 메모리 요구 사양에 최적화되어 있다. 밑에 깔린 프로세스 아이솔레이션(process isolation), 메모리 관리, 스레딩 지원 등 운영 체제의 지원에 의존하나, 여러 개의 달빅 VM 인스턴스가 동시에 돌 수 있다. 달빅 가상 머신은 종종 자바 가상 머신으로 혼동하는 경우가 있으나, 달빅 가상 머신은 자바 바이트코드를 사용하지 않기 때문에 자바 가상 머신과는 다르다. 대신, 안드로이드 SDK에 함께 들어 있는 dx라고 이름 붙은 도구를 이용하면 자바 클래스 파일들을 .dex 포맷으로 바꿀 수 있다..
달빅 가상 머신은 본스타인이 명명하였다. 아이슬란드 에이야표르수르에 있는 달비크라는 이름의 어촌 마을의 이름을 따왔다. 댄 본스타인의 조상이 살았던 곳이라고 한다.

## 대체기술
이후 달빅은 ART(안드로이드 런타임) VM으로 대체됐다.
한편 구글은 오라클과의 2010년8월 제기된 소송과정에서 아파치 재단의 하모니를 달빅개발시 사용했다고 언급한바있다.

## 같이 보기
- 자바 (소프트웨어)
- GNU 클래스패스